# 马徐维邦
马徐维邦（1905年—1961年），中国早期電影導演。

## 生平
原名徐維邦，字繼垣，因入贅馬家，故改姓馬徐。是中國恐怖類型電影的開拓者。以《夜半歌聲》成名。後隨张善琨來到香港。曾拍《瓊樓恨》、《一代魔師》、《新漁光曲》等。
1961年2月13日晚上8時，馬徐維邦在北角被巴士撞倒，送往瑪麗醫院後最終不治。

## 作品
| 片名         | 年份 | 備註   |
| ------------ | ---- | ------ |
| 洪憲之戰     | 1926 | 男主角 |
| 情場怪人     | 1926 | 導演   |
| 混世魔王     | 1929 | 導演   |
| 空谷猿聲     | 1930 | 導演   |
| 夜半歌聲     | 1937 | 導演   |
| 麻瘋女       | 1939 | 導演   |
| 夜半歌声续集 | 1941 | 導演   |